# Виногоров Георгій Романович
Георгій Романович Виногоров (14 серпня 1899, Харків — після 1970) — радянський український учений, хімік, професор. Декан хімічного факультету (1943—1944) та завідувач кафедри неорганічної хімії Харківського державного університету (1935—1954). 

## Життєпис
Георгій Виногоров народився 14 серпня 1899 року у Харкові. Освіту здобував у 1-й Харківській гімназії, яку закінчив у 1917 році. Одразу поступив на хімічне відділення Імператорського Харківського університету. Ще перебуваючи студентом, став викладати хімію, як асистент кафедри неорганічної хімії. У 1923 році закінчив Харківський інститут народної освіти, один з вишів який утворився після реорганізації університету. Продовжував працювати асистентом на кафедрі та викладав хімію математикам, фізикам та географам. У 1929 році був призначений доцентом кафедри, а через три роки професором.
Був учнем професора Георгія Петренка і довгий час працював під його керівництвом. Виногоров змінив вчителя на посаді завідувач кафедри неорганічної хімії, після того, як Петренко покинув факультет у 1935 році.
Науковий ступінь кандидата хімічних наук був присуджений Георгію Виногорову у червні 1937 року рішенням Наукової ради Харківського державного університету, а у вересні 1939 року Вища атестаційна комісія СРСР присудила йому вчене звання доцента по кафедрі неорганічної хімії.
Під час Німецько-радянської війни залишився у Харкові. Для того, щоб вижити під час окупації, разом з колегами налагодив виробництво сірників при університеті. Після відновлення роботи університету після другого звільнення Харкова, Григорій Виногоров був призначений тимчасовим деканом хімічного факультету. Восени 1943 року, у звільненому Харкові, Георгій Виногоров очолив групу хіміків, які на замовлення Харенерго протягом кількох діб розробили та виготовили сплави та флюси для ремонту лопаток турбін. Завдяки діяльності групи, 27 листопада 1943 року був запущений турбогенератор на Харківській ГЕС-4 потужністю 7 тис. кВт, ⁣ який живив електроенергією місцеві підприємства та житлові будинки. Наприкінці того ж року, при факультеті було відновлено металографічну лабораторію, яка на той час була єдиною у місті. На саморобному пресі працівники факультету займалися випробуванням металів на замовлення харківських заводів. Григорій Виногоров керував факультетом до повернення у Харків колишнього декана Леона Андреасова наприкінці 1944 року.
Виногоров продовжував працювати на посаді завідуючого кафедрою неорганічної хімії до 1954 року. Хімік Борис Красовицький відмічав, що в повоєнні роки у роботу завідуючого втручався працівник кафедри і одночасно секретар партійного бюро факультету В'ячеслав Корнієнко. Він нехтував Виногоровим через його перебування в окупованому Харкові та не бажанням «серйозно займатися» науковою діяльністю. З 1954 року працював доцентом кафедри, у листопаді 1968 року був переобраний на цій посаді, але, через скорочення штатів, у вересні 1970 року був звільнений. Важко переживав «розлучення» з університетом і помер менше ніж через рік.

## Наукова діяльність
Георгій Виногоров займався питаннями фізико-хімічного аналізу металів та сплавів. Він був одним з останніх фахівців з неорганічної хімії на факультеті, через те, що більшість працівників кафедри неорганічної хімії спеціалізувалися у галузі фізичної хімії. Виногоров знав напам'ять властивості багатьох речовин, дослідники І. М. В'юнник та А. В. Чорний підкреслювали його енциклопедичні знання з неорганічної хімії, особливо у галузі синтезу неорганічних сполук. Також він цікавився питаннями кольорової фотографії і під його керівництвом була написана наукова праця з теорії та практики кольорової фотографії. Однак за характеристикою Бориса Красовицького, «серйозно займатися» науковою діяльністю Виногоров не хотів.
Георгій Виногоров читав лекції з неорганічної хімії, на яких використовував поляризаційні вистави для пояснення стабільності та властивостей іонних з'єднань. Хімік Борис Красовицький, який студентом слухав лекції Виногорова, зазначав, що лектор читав «нудно, але дохідливо». На відміну від лекцій його вчителя Григорія Петренка, який був поганим лектором, студенти встигали записати його слова до конспектів. Тому, коли Виногоров замінював на лекціях Петренка, студенти зустрічали його аплодисментами. Також він читав спецкурс «Синтез та дослідження неорганічних препаратів» для студентів, які спеціалізувалися на кафедрі неорганічної хімії.
Був замісником редактора першого наукового видання факультету — «Наукового бюлетеня». Бюлетень видавався у 1934 році й вийшло всього два номери.